# 7791 Ебіцикл
7791 Ебіцикл (7791 Ebicykl) — астероїд головного поясу, відкритий 1 березня 1995 року.
Тіссеранів параметр щодо Юпітера — 3,168.